# Aristideae

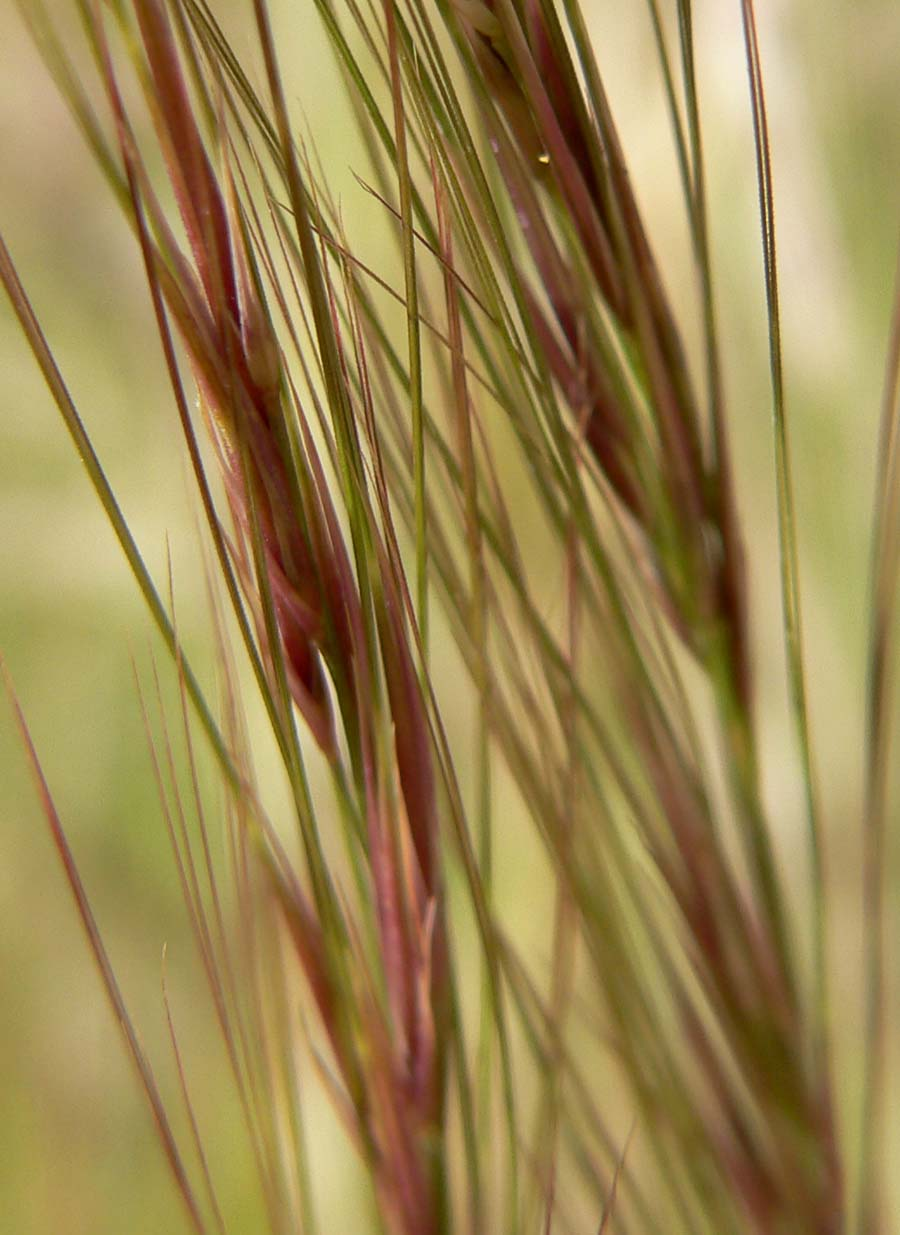
Aristida purpurea.

Aristideae é uma tribo da subfamília Arundinoideae (*) ou Aristidoideae (**).

## Classificação das Aristideae

### *Referência:DELTA: L.Watson e  M.J.Dallwitz
| Subfamília    | Tribo      | Gêneros                         |
| ------------- | ---------- | ------------------------------- |
| Arundinoideae | Aristideae | Aristida, Sartidia, Stipagrosti |

### **Referência:GRIN Taxonomy for Plants USDA
| Subfamília    | Tribo      | Gêneros                         |
| ------------- | ---------- | ------------------------------- |
| Aristidoideae | Aristideae | Aristida, Sartidia, Stipagrosti |

### **Referência:Taxonomy Browser NCBI
| Subfamília    | Tribo      | Gêneros                         |
| ------------- | ---------- | ------------------------------- |
| Aristidoideae | Aristideae | Aristida, Sartidia, Stipagrosti |